# Amata benitonis
Amata benitonis là một loài bướm đêm thuộc phân họ Arctiinae, họ Erebidae.